# Rhypopteryx psolozona
Rhypopteryx psolozona är en fjärilsart som beskrevs av Collenette 1938. Rhypopteryx psolozona ingår i släktet Rhypopteryx och familjen tofsspinnare. Inga underarter finns listade.